# Julien Uyttendaele
Pour les articles homonymes, voir Uyttendaele.
Julien Uyttendaele, né le 4 mai 1991 à Anderlecht, est avocat pénaliste.
Il est également un homme politique belge. Il a été député socialiste au parlement de la Région de Bruxelles-Capitale de 2014 à 2024 et sénateur au parlement fédéral de 2019 à 2024.

## Biographie
Il est le fils de Marc Uyttendaele, professeur ordinaire à l’ULB et avocat au barreau de Bruxelles, et d’Evelyne Demartin, avocate au barreau de Bruxelles et le beau-fils de Laurette Onkelinx, ancienne vice-première ministre socialiste de Belgique.
Après ses études primaires et secondaires inférieures à l’Athénée Robert Catteau, puis secondaires supérieures au lycée Émile Jacqmain, il entame des études de droit à l’Université libre de Bruxelles (ULB).
Il obtient un bachelier en droit (2012), un master en droit (2014) avec grande distinction, avec un mémoire de fin d’étude sur « Le cannabis : dépénalisation, légalisation, nationalisation. Faut-il franchir la ligne verte ? » puis un master complémentaire en droit économique avec la plus grande distinction (2016).
À l’issue de son stage comme avocat au Barreau de Bruxelles, il est inscrit le 30 avril 2019 au Tableau de l’Ordre français du Barreau de Bruxelles.
Il se spécialise en droit pénal et droit de l'entreprise.
Il a été l’un des avocats défendant la Commune de Ans devant la Cour de Justice de l’Union européenne, en Grande Chambre, qui a consacré le droit des services publics à organiser une politique de neutralité totale au sein des administrations.
Il a aussi défendu plusieurs personnalités publiques de premier plan comme Jean-Pascal Labille dans le cadre d'une procédure de délit d'initié qui est désormais pendante devant la Cour de Justice de l'Union européenne ou Roger Vanden Stock, ancien propriétaire du Royal sporting club d'Anderlecht.
Il est l'avocat en 2023 et 2024 de Michel De Herde, inculpé pour viol sur mineur et sur majeur ainsi que pour détention d’images pédopornographiques,.
En 2025, il défend l’ancien greffier du Parlement wallon Frédéric Janssens,, Jane Benzaquen, l'ex coach du Standard de Liege et du RWDM, Yannick Ferrera.

## Fonctions politiques
Il se présente pour la première fois en 2009 à l'âge de 18 ans aux élections régionales bruxelloises en position « non éligible » sur la liste du PS.
En 2014, il devient député du Parlement de la Région de Bruxelles-Capitale lorsque Rachid Madrane,, dont il est le suppléant, est désigné Ministre à la Fédération Wallonie-Bruxelles.
Durant son premier mandat de député bruxellois (2014-2019) il est vice-président de la Commission des Affaires économiques et de l’Emploi et membre effectif de la Commission Finances et Affaires Générales, de la Commission de l’Environnement et de l’Énergie, du Comité d’avis pour l’égalité des chances entre hommes et femmes, de la Commission de l'Enseignement, de la Formation professionnelle, de la Culture et du Sport.
En 2019, il est réélu député au Parlement bruxellois où il devient membre effectif de la Commission mobilité ainsi que de la Commission chargée des questions européennes dont il est vice-président.
Il est également désigné sénateur et siège au Sénat de Belgique, en tant que membre issu du Groupe linguistique français de l’entité fédérée du Parlement de la Région de Bruxelles-Capitale.
Il y est membre effectif de la Commission des Affaires institutionnelles, de la Commission parlementaire chargée de l'évaluation des réformes de l'Etat depuis 1970, et de la Commission parlementaire de concertation.
Julien Uyttendaele consacre une part importante de son travail parlementaire et légistique à la problématique des drogues, de la réduction des risques et plus particulièrement sur la légalisation contrôlée et encadrée de la consommation de cannabis.
Dès 2016, il milite pour le lancement d’un projet pilote bruxellois de salle de consommation à moindre risques,.
En 2017, il dépose au Parlement Francophone Bruxellois (COCOF) "Proposition de résolution visant à la mise en place de "StériBornes" en Région bruxelloise" qui est adoptée le 4 mai 2018,,.
Le 8 mars 2019, il porte devant le Parlement francophone bruxellois une "Proposition de décret modifiant le décret relatif à l'offre de services ambulatoires dans les domaines de l'Action sociale, de la Famille et de la Santé afin d'autoriser la création de salles de consommation à moindre risque".
Le 22 février 2021, il dépose au Sénat, une demande de "Rapport d'information sur l'évaluation générale des résultats effectifs de la «loi sur les drogues» du 24 février 1921 quant à l'efficience des politiques en matière de drogues et plus particulièrement en matière de cannabis". Lors de la séance plénière du 23 avril 2021, la demande est acceptée à 35 voix pour, 18 voix contre et 2 abstentions et les auditions d'experts peuvent débuter.
Le 26 avril 2022, il dépose au Sénat une "Proposition de résolution relative à la mise à disposition de la naloxone en vue de réduire le nombre de décès liés aux surdoses et la mise à disposition d'eau pour préparation injectable afin de diminuer les risques sanitaires liés aux injections". Prise en considération, elle donne lieu à des auditions d'acteurs de terrain en matière de réduction des risques et d'experts de la santé avant son adoption le 13 janvier 2023.
Il s'engage également, au sein de son parti, sur les questions de laïcité et souhaite réformer le système électoral bruxellois afin de renforcer le principe d'égalité entre les électeurs et le principe suivant lequel un "électeur = une voix".
En 2023, il dépose au Sénat une "Proposition de résolution relative à une approche complémentaire culturelle et non médicamenteuse dans le cadre de l'offre de soins dans le domaine de la santé mentale et plus particulièrement le «caring museum»",,
Il soutient au Sénat une proposition, approuvée en séance plénière, qui inscrit le bien-être animal dans la Constitution.
Le député socialiste prendra finalement ses distances avec la fédération bruxelloise du parti socialiste en raison des positionnements de celle-ci en matière de neutralité de l'État et de bien-être animal. Pour cette raison, il décidera de ne pas se représenter lors du scrutin de juin 2024.

## Divers
En 2010-11, il est responsable de la communication et administrateur de la Nocturne de l’ULB ; il en est président, en 2011-12.
Au niveau local, il est élu à la présidence de la section locale du Parti socialiste à Woluwe-Saint-Lambert en 2013 puits à celle de St-Gilles en 2020.
Il est également conseiller de l’action sociale au CPAS de Woluwe-Saint-Lambert et administrateur de Wolu-Facilities de mars 2015 à janvier 2017.

## Décoration
- Chevalier de l'ordre de Léopold (2024)[34]